# Светица (Кичменгско-Городецкий район)
Светица — село в Кичменгско-Городецком районе Вологодской области.
Входит в состав Городецкого сельского поселения (с 1 января 2006 года по 1 апреля 2013 года было центром Трофимовского сельского поселения), с точки зрения административно-территориального деления — центр Трофимовского сельсовета.
Расстояние до районного центра Кичменгского Городка по автодороге — 60 км. Ближайшие населённые пункты — Заречье, Обакино, Казарино, Сирино, Петраково, Кряж, Омут, Подол.
По переписи 2002 года население — 44 человека (21 мужчина, 23 женщины). Преобладающая национальность — русские (98 %).